# Olympische Sommerspiele 1988/Rudern – Vierer ohne Steuermann
Der Ruderwettbewerb im Vierer ohne Steuermann der Männer bei den Olympischen Spielen 1988 in Seoul wurde vom 20. bis zum 25. September 1988 auf der Misari-Regatta-Strecke in Hanam ausgetragen. 60 Athleten in 15 Booten traten an.
Der Wettbewerb, der über die olympische Ruderdistanz von 2000 Metern ausgetragen wurde, begann mit drei Vorläufen mit jeweils fünf Mannschaften. Die jeweils erst-, zweit- und drittplatzierten Boote der Vorläufe qualifizierten sich für das Halbfinale A/B, während die verbleibenden sechs Boote in den Hoffnungslauf gingen. Im Hoffnungslauf qualifizierte sich das erst-, zweit- und drittplatzierte Boot ebenfalls für das Halbfinale A/B, während die verbliebenen drei Boote aus dem Wettbewerb ausschieden.
In den beiden Halbfinalläufen A/B qualifizierten sich die ersten drei Boote für das A-Finale, die Plätze 4 bis 6 qualifizierten sich für das B-Finale zur Ermittlung der Plätze 7 bis 12. Im A-Finale am 25. September 1988 kämpften die besten sechs Boote um olympische Medaillen.
Die jeweils qualifizierten Ruderer sind hellgrün unterlegt.
Alle 12 Medaillen bei den letzten drei Weltmeisterschaften gingen an vier Nationen, die auch die Favoriten auf die Medaillen waren. Als Favoriten galten unter anderem die amtierenden Weltmeister aus Ostdeutschland, die in anderer Besetzung 1985 und 1986 die Bronzemedaille gewinnen konnten. Dazu kam die Sowjetunion, die 1985 und 1987 die Silbermedaille gewann. Zusätzlich wurde das Boot mit den Zwillingen Nikolai Igorewitsch Pimenow und Juri Igorewitsch Pimenow verstärkt, die 1987 die Bronzemedaille im Zweier ohne Steuermann gewannen und bei ihren letzten olympischen Spielen in Moskau Olympiazweiter im Zweier ohne waren. Die weiteren Teams waren die Vereinigten Staaten, die 1986 Weltmeister und 1987 Bronzemedaillengewinner waren und Westdeutschland als Weltmeister von 1985 und Vizeweltmeister von 1986.
In den Vorläufen gewannen Ostdeutschland, die Vereinigten Staaten und Großbritannien. Im Halbfinale konnten Ost- und Westdeutschland jeweils ihr Halbfinale gewinnen. Ostdeutschland gewann dabei sehr dominant mit 3 Sekunden vor der Sowjetunion und Großbritannien. Auch im Finale konnte sich das Boot aus Ostdeutschland vom Start weg an die Spitze setzen und in der Folge souverän zum Titel fahren. Ebenso sicher gewannen die Vereinigten Staaten die Silbermedaille, nachdem sie das ganze Rennen lang auf der zweiten Position lagen. Während auf den ersten 1000 Metern Großbritannien auf dem dritten Platz lag, gelang es dem Boot aus Westdeutschland auf der zweiten Streckenhälfte Großbritannien zu überholen und die Bronzemedaille zu gewinnen. Die Sowjetunion konnte nicht in den Kampf um die Medaillen eingreifen. Da ihnen früh im Rennen ein Rollsitz zerbrochen ist, waren sie nicht mehr in der Lage vernünftig zu viert zu rudern und kamen in der Folge mit über 5 Minuten Rückstand ins Ziel.

## Titelträger
| Olympiasieger | Neuseeland Besatzung: O’Connell, O’Brien, Robertson, Trask | Los Angeles 1984 |
| Weltmeister   | DDR Besatzung: Luedecke, Greiner, Brudel, Förster          | Kopenhagen 1987  |

## Vorläufe
Dienstag, 20. September 1988
- Qualifikationsnormen: Platz 1-3 -> Halbfinale A/B, ab Platz 4 -> Hoffnungslauf

### Vorlauf 1
| Platz | Nation       | Athleten                               | Zeit (min) | Qualifikation  |
| ----- | ------------ | -------------------------------------- | ---------- | -------------- |
| 1     | DDR          | Schröder, Greiner, Brudel, Förster     | 6:05,65    | Halbfinale A/B |
| 2     | Italien      | Caropreso, Gaddi, Marigliano, Molea    | 6:07,97    | Halbfinale A/B |
| 3     | Sowjetunion  | Pimenow, Pimenow, Smirnow, Wisotskij   | 6:11,15    | Halbfinale A/B |
| 4     | Schweden     | Brundin, Claesson, Larson, Svensson    | 6:19,12    | Hoffnungslauf  |
| 5     | Griechenland | Fotou, Gatos, Christomanos, Lykomitros | 6:39,28    | Hoffnungslauf  |

### Vorlauf 2
| Platz | Nation             | Athleten                                         | Zeit (min) | Qualifikation  |
| ----- | ------------------ | ------------------------------------------------ | ---------- | -------------- |
| 1     | Vereinigte Staaten | Rodriguez, Bohrer, Kennelly, Krmpotich           | 6:03,67    | Halbfinale A/B |
| 2     | Neuseeland         | Clayton-Greene, Cotter, Coventry, Gibson         | 6:06,75    | Halbfinale A/B |
| 3     | BR Deutschland     | Keßlau, Grabow, Puttlitz, Grabow                 | 6:13,16    | Halbfinale A/B |
| 4     | Kanada             | Berkhout, Collier, Ossowski, Robertson           | 6:22,42    | Hoffnungslauf  |
| 5     | Spanien            | Aguirre, Alarcón Vargas, Briones Pérez, Segurola | 6:28,34    | Hoffnungslauf  |

### Vorlauf 3
| Platz | Nation         | Athleten                                 | Zeit (min) | Qualifikation  |
| ----- | -------------- | ---------------------------------------- | ---------- | -------------- |
| 1     | Großbritannien | Berrisford, Buckingham, Mulkerrins, Peel | 6:06,52    | Halbfinale A/B |
| 2     | Frankreich     | Bahuaud, Lecointe, Martigne, Pons        | 6:08,76    | Halbfinale A/B |
| 3     | Niederlande    | de Vries, Leutscher, Schwarz, Schwarz    | 6:17,24    | Halbfinale A/B |
| 4     | Brasilien      | Arantes, Fantoni, Kuster Neto, Trombetta | 6:29,61    | Hoffnungslauf  |
| 5     | Südkorea       | Hong, Lee, Yun N.-h., Yun Y.-h.          | 6:46,62    | Hoffnungslauf  |

## Hoffnungslauf
Mittwoch, 21. September 1988
- Qualifikationsnormen: Platz 1-3 -> Halbfinale, ab Platz 4 -> ausgeschieden

| Platz | Nation       | Athleten                                         | Zeit (min) | Qualifikation  |
| ----- | ------------ | ------------------------------------------------ | ---------- | -------------- |
| 1     | Schweden     | Brundin, Claesson, Larson, Svensson              | 6:14,52    | Halbfinale A/B |
| 2     | Kanada       | Berkhout, Collier, Ossowski, Robertson           | 6:16,88    | Halbfinale A/B |
| 3     | Griechenland | Fotou, Gatos, Christomanos, Lykomitros           | 6:17,49    | Halbfinale A/B |
| 4     | Spanien      | Aguirre, Alarcón Vargas, Briones Pérez, Segurola | 6:18,25    | ausgeschieden  |
| 5     | Brasilien    | Arantes, Fantoni, Kuster Neto, Trombetta         | 6:30,85    | ausgeschieden  |
| 6     | Südkorea     | Hong, Lee, Yun N.-h., Yun Y.-h.                  | 6:50,47    | ausgeschieden  |

## Halbfinale
Donnerstag, 22. September 1988
- Qualifikationsnormen: Plätze 1-3 -> Finale A, ab Platz 4 -> Finale B

### Halbfinale A/B 1
| Platz | Nation         | Athleten                                 | Zeit (min) | Qualifikation |
| ----- | -------------- | ---------------------------------------- | ---------- | ------------- |
| 1     | DDR            | Schröder, Greiner, Brudel, Förster       | 6:00,29    | Finale A      |
| 2     | Sowjetunion    | Pimenow, Pimenow, Smirnow, Wisotskij     | 6:03,25    | Finale A      |
| 3     | Großbritannien | Berrisford, Buckingham, Mulkerrins, Peel | 6:03,85    | Finale A      |
| 4     | Neuseeland     | Clayton-Greene, Cotter, Coventry, Gibson | 6:06,60    | Finale B      |
| 5     | Niederlande    | de Vries, Leutscher, Schwarz, Schwarz    | 6:14,96    | Finale B      |
| 6     | Kanada         | Berkhout, Collier, Ossowski, Robertson   | 6:22,35    | Finale B      |

### Halbfinale A/B 2
| Platz | Nation             | Athleten                               | Zeit (min) | Qualifikation |
| ----- | ------------------ | -------------------------------------- | ---------- | ------------- |
| 1     | BR Deutschland     | Keßlau, Grabow, Puttlitz, Grabow       | 6:04,17    | Finale A      |
| 2     | Italien            | Caropreso, Gaddi, Marigliano, Molea    | 6:06,75    | Finale A      |
| 3     | Vereinigte Staaten | Rodriguez, Bohrer, Kennelly, Krmpotich | 6:07,71    | Finale A      |
| 4     | Frankreich         | Bahuaud, Lecointe, Martigne, Pons      | 6:10,36    | Finale B      |
| 5     | Schweden           | Brundin, Claesson, Larson, Svensson    | 6:16,28    | Finale B      |
| 6     | Griechenland       | Fotou, Gatos, Christomanos, Lykomitros | 6:37,24    | Finale B      |

## Finale

### A-Finale
Sonntag, 25. September 1988, 3:20 Uhr MESZ

Anmerkung: zur Ermittlung der Plätze 1 bis 6
| Platz | Nation             | Athleten                                 | Zeit (min) |
| ----- | ------------------ | ---------------------------------------- | ---------- |
| 1     | DDR                | Schröder, Greiner, Brudel, Förster       | 6:03,11    |
| 2     | Vereinigte Staaten | Rodriguez, Bohrer, Kennelly, Krmpotich   | 6:05,53    |
| 3     | BR Deutschland     | Keßlau, Grabow, Puttlitz, Grabow         | 6:06,22    |
| 4     | Großbritannien     | Berrisford, Buckingham, Mulkerrins, Peel | 6:06,74    |
| 5     | Italien            | Caropreso, Gaddi, Marigliano, Molea      | 6:09,55    |
| 6     | Sowjetunion        | Pimenow, Pimenow, Smirnow, Wisotskij     | 11:03,77   |

### B-Finale
Freitag, 23. September 1988, 3:17 Uhr MESZ

Anmerkung: zur Ermittlung der Plätze 7 bis 12
| Platz | Nation       | Athleten                                 | Zeit (min) |
| ----- | ------------ | ---------------------------------------- | ---------- |
| 7     | Neuseeland   | Clayton-Greene, Cotter, Coventry, Gibson | 6:04,74    |
| 8     | Frankreich   | Bahuaud, Lecointe, Martigne, Pons        | 6:08,60    |
| 9     | Niederlande  | de Vries, Leutscher, Schwarz, Schwarz    | 6:15,32    |
| 10    | Schweden     | Brundin, Claesson, Larson, Svensson      | 6:16,41    |
| 11    | Kanada       | Berkhout, Collier, Ossowski, Robertson   | 6:16,74    |
| 12    | Griechenland | Fotou, Gatos, Christomanos, Lykomitros   | 6:18,25    |

### Weiteres Klassement ohne Finals
| Platz | Nation    | Athleten                                         | Zeit (min) |
| ----- | --------- | ------------------------------------------------ | ---------- |
| 13    | Spanien   | Aguirre, Alarcón Vargas, Briones Pérez, Segurola | –          |
| 14    | Brasilien | Arantes, Fantoni, Kuster Neto, Trombetta         | –          |
| 15    | Südkorea  | Hong, Lee, Yun N.-h., Yun Y.-h.                  | –          |